# Alexander von Petrino
Alexander von Petrino, též Alexander von Petrinò (18. května 1824 Vaškivci – 17. dubna 1899 Černovice), byl rakousko-uherský, respektive předlitavský politik z Bukoviny, v letech 1870–1871 ministr zemědělství Předlitavska.

## Biografie

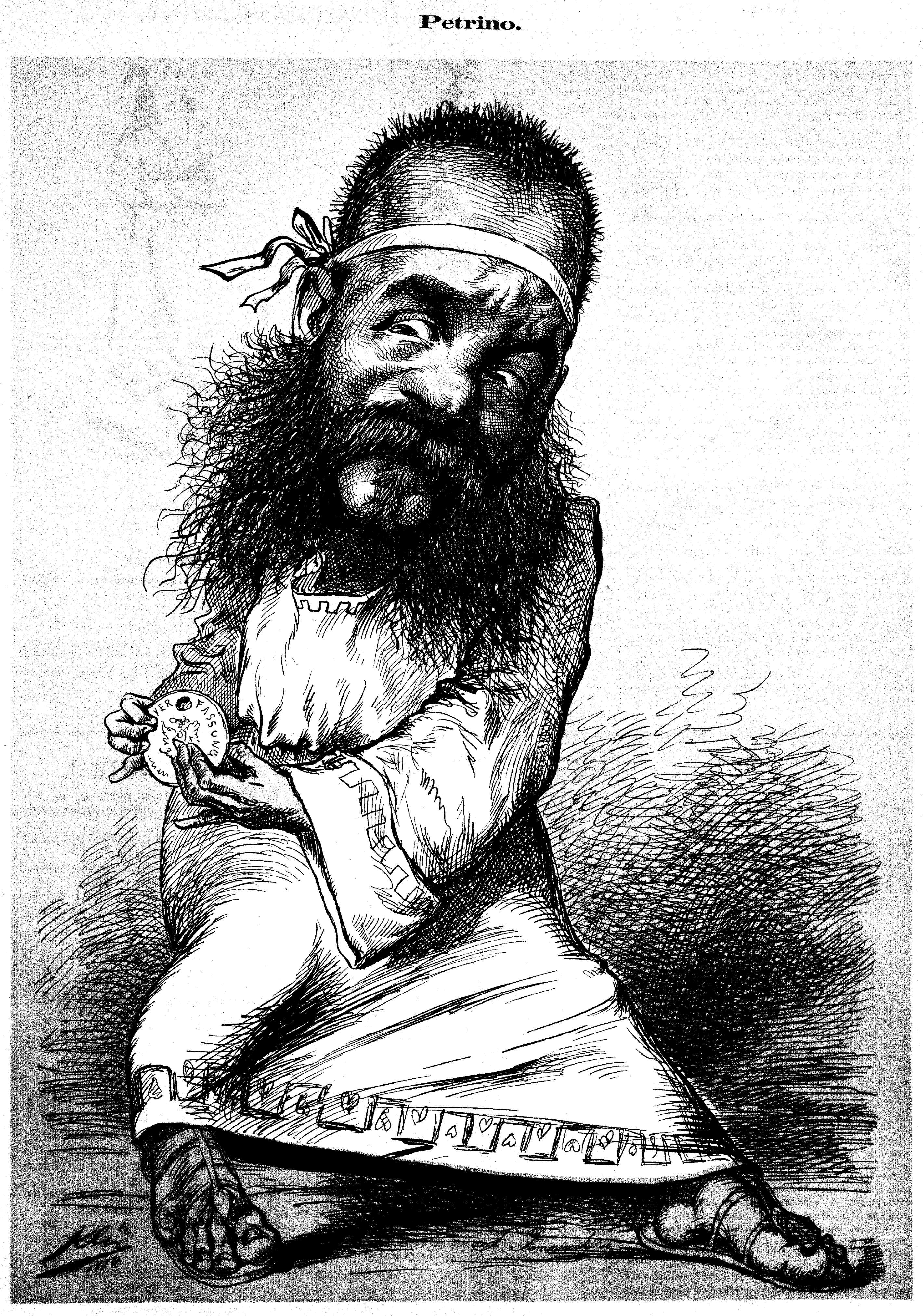
Karikatura A. Petrina z r. 1870 (kreslil Karel Klíč)

Narodil se v obci Vaškivci v Bukovině (dnes součást Ukrajiny) v rodině řeckého původu, která sem přesídlila z Moldávie po roce 1800, kdy zde získala rozsáhlé pozemkové vlastnictví. Alexander von Petrino převzal po smrti otce správu statku v obci Budenec. Od 60. let 19. století se zapojil do politiky. Již roku 1860 se stal členem Rozmnožené Říšské rady (tehdy ještě jen nevolený poradní orgán). V letech 1861–1875 byl poslancem Bukovinského zemského sněmu.A dlouhodobě vykonával i funkci poslance Říšské rady, konkrétně ve funkčním období 1861–1865 (zvolen za velkostatkářskou kurii v Bukovině, slib složil 3. května 1861), 1867–1870 (městská kurie v Bukovině, rezignoval na jaře 1870 v rámci masových rezignací autonomisticky orientovaných poslanců) a 1870–1871.
13. dubna 1870 se zasedl ve vládě Alfreda von Potockého na pozici ministra zemědělství Předlitavska. Portfolio si udržel do 4. února 1871, přičemž do 28. června 1870 byl pouze provizorním správcem rezortu, pak řádným ministrem.
V prvních přímých volbách do Říšské rady roku 1873 se opět stal poslancem předlitavského parlamentu ve Vídni (velkostatkářská kurie v Bukovině). Slib složil 10. listopadu 1873, rezignace oznámena na schůzi 19. října 1876.
Politicky byl zastáncem federalismu a prosazoval větší kompetence pro historické země Předlitavska. Coby člen Potockého vlády čelil kritice od německorakouské liberální opozice. Podporoval hospodářský rozvoj Bukoviny a podílel se na vzniku několika hospodářských sdružení v Bukovině. Zasloužil se o rozmach železniční sítě v této zemi. Byl členem družstevního spolku bukovinských Rumunů. V roce 1875 odešel ze zemského sněmu a nadále se věnoval již jen správě rodového velkostatku.